# كيت مالثوس
كريستوفر لوري أو كيت مالثوس (بالإنجليزية: Kit Malthouse)‏ (من مواليد 27 أكتوبر 1966) هو بريطاني سياسي ورجل أعمال وكاتب عرضية بوصفه وزير الدولة لشؤون الجريمة والشرطة في وزارة الداخلية و وزارة العدل منذ فبراير شباط عام 2020.  شغل منصب وزير الجريمة والشرطة والإطفاء من 2019 إلى 2020. عضو في حزب المحافظين، شغل منصب عضو البرلمان (MP) عن شمال غرب هامبشاير منذ عام 2015.